# Tauronethes lebedinskyi
Tauronethes lebedinskyi är en kräftdjursart som beskrevs av Borutzkii 1949. Tauronethes lebedinskyi ingår i släktet Tauronethes och familjen Trichoniscidae. Inga underarter finns listade i Catalogue of Life.